# Jussi 69
Jussi 69 (właściwie Jussi Heikki Tapio Vuori; ur. 11 lipca 1972 w Helsinkach) – perkusista fińskiego zespołu The 69 Eyes.

## Dyskografia
The 69 Eyes
- Bump 'n' Grind (1992)
- Motor City Resurrection (1994)
- Savage Garden (1995)
- Wrap Your Troubles in Dreams (1997)
- Wasting the Dawn (1999)
- Blessed Be (2000)
- Paris Kills (2002)
- Devils (2004)
- Angels (2007)